# Cornelius Hansen-Skolen
Cornelius Hansen-Skolen er en dansk skole med børn fra 1. til 10. klasse i Gammel Kobbermøllevej i det nordlige Flensborg. Skolen blev oprettet som dansksproget kommuneskole i 1946, men blev tre år senere omdannet til privatskole under Dansk Skoleforening for Sydslesvig. Cornelius Hansen Skolen er dermed en af 46 danske skoler i Sydslesvig, som retter sig primært mod børn fra det danske mindretal. Cornelius Hansen Skolen er en kombineret grund-, fælles- og hovedskole med omtrent 200 elever. Efter 10. skoleår kan eleverne enten fortsætte på Duborg-Skolen eller tage en erhvervsuddannelse eller en videregående uddannelse både nord og syd for grænsen. Skolen er opkaldt efter Cornelius Hansen, som var formand for Sydslesvigsk Forening i efterkrigsårene.